# Мілейовиці (Нижньосілезьке воєводство)
Мілейовиці (пол. Milejowice) — село в Польщі, у гміні Журавіна Вроцлавського повіту Нижньосілезького воєводства.
Населення — 121 особа (2011).
У 1975-1998 роках село належало до Вроцлавського воєводства.

## Демографія
Демографічна структура станом на 31 березня 2011 року:
|          | Загалом | Допрацездатний вік | Працездатний вік | Постпрацездатний вік |
| -------- | ------- | ------------------ | ---------------- | -------------------- |
| Чоловіки | 77      | 6                  | 66               | 5                    |
| Жінки    | 44      | 6                  | 31               | 7                    |
| Разом    | 121     | 12                 | 97               | 12                   |